# Fábio Prado
Fábio Rodrigo de Oliveira Prado, mais conhecido como Fábio Prado, natural de São Borja, 13 de agosto de 1976, é artista plástico, pintor, muralista, grafiteiro, escultor e restaurador. Atuou como gestor cultural em Bento Gonçalves-RS e possui obras no Brasil e no exterior.
Sua formação no desenho e pintura foi desenvolvida com as aulas de Antônio Bonggiovanni em Caxias do Sul-RS no Centro de cultura Dr. Henrique Ordovás Filho. Foi estudante de Artes Visuais UCS. Seu nome faz parte de uma nova geração de artistas gaúchos reconhecidos.
Participou de exposições coletivas e individuais, nacionais e internacionais. Têm obras no Rio Grande do Sul, Brasília, Goiânia e também no exterior(Argentina, Chile, Cuba e Inglaterra).

## Vida e obra
Fábio Prado nasceu em 13 de agosto de 1976 em São Borja-RS. Começou a atuar como artista plástico profissionalmente em 1995. Na sua infância e adolescência já praticava trabalhos de colagem e produzia desenhos e pinturas. Foi nesse momento que despertou para a arte. Aos 18 anos atuava como grafiteiro e muralista, bem como participava de eventos artísticos e culturais em Bento Gonçalves-RS e fazia visitações a museus e galerias de arte em Porto Alegre-RS. Ingressou na faculdade de artes plásticas e estudou em um centro cultural na cidade de Caxias do Sul-RS para desenvolver suas habilidades artísticas. No decorrer desse tempo, começou a se destacar como artista, ganhando premiações como a menção honrosa no 19º Salão Jovem Artista da região da Serra Gaúcha. Foi convidado a ser o artista que criou e executou o marco do monumento das Nações do Fórum Social Internacional em 2009 sediado em Bento Gonçalves-RS. Fez curadoria de exposições e além de ser idealizador de vários projetos culturais. Montou seu próprio atelier de pintura e trabalhou na Secretaria da Cultura da cidade de Bento Gonçalves-RS. Mora em Goiânia-GO há sete anos e atua na área das artes como artista plástico e empreendedor na área cultural. É proprietário da Attos Galeria de Arte em Goiânia-GO.

## Estilo
Seu estilo é voltado para o expressionismo e abstracionismo figurativo. Atualmente trabalha com um estilo de arte conceitual transcendental contemporânea que explora a intervenção urbana e os aspectos do indivíduo( ser humano). Suas obras constituem figuras simbólicas e sentimentos com aspectos e tons fortes transmitidos através das cores.

## Exposições
Exposições coletivas:
- 19° Salão Jovem Artista – Centro de Cultura - Mostra Regional Caxias do Sul - julho de 2006
- 2° Salão de Arte Afro- Brasileira – Memorial do Rio Grande do Sul ,Po/A – agosto de 2006
- Salão de artes Plásticas da Região dos Vinhedos – UCS CARVI Bento Gonçalves – out de 2006
- 1° Salão de Artes FIEMABRASIL - FUNDAPARQUE – NOVEMBRO DE 2008
- Exposição de Arte do Projeto Identidade da Fenavinho – janeiro de 2009
- Mostra Intervenção Urbana do Grafite-Ginásio Municipal - novembro de 2009
- Exposição coletiva itinerante do SESC na Região da Serra – janeiro 2010
- 2° Salão de Artes FIEMA BRASIL – FUNDAPARQUE – ABRIL DE 2010
- 3° Salão de Artes FIEMA BRASIL – FUNDAPARQUE – ABRIL DE 2012

Exposição Internacional:
- Exposição Internacional de CUBA – Havana , Brasil Mostra a tua cara – Fevereiro de 2007

Exposições individuais:
- Vida Urbana – SESC de Bento Gonçalves – julho de 2009
- Aspectos da Vida Urbana – Fundação Casa das Artes – outubro de 2009
- Aspectos da Vida Urbana- Assembléia Legislativa do Rio Grande do SUL – julho de 2010
- Aspetos da Vida Urbana – Universidade Fetecsemana cultural – agosto de 2010
- Aspectos da Vida Urbana – Hall nobre de exposição Shopping L’América – fevereiro de 2011
- Arte e Vida Sustentável – SESI Indústria Goiânia – Novembro de 2013

Projetos idealizados:

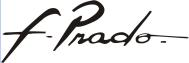

- Projeto Identidade Cultural FENAVINHO- janeiro 2009
- Curadoria do espaço de Arte FENAVINHO BRASIL2009
- Projeto Grafite é arte – novembro de 2008
- Restauração das obras do artista plástico Francisco Xico Stockinger – Guerreiros – outubro de 2009
- Curadoria da Exposição de fotografias de Bento Gonçalves 101 anos de História – out 2009
- Mural da Literatura Biblioteca Pública Castro Alves de Bento Gonçalves – dezembro de 2009
- Criação do Marco Fórum Social Mundial – Bento Gonçalves - Fevereiro 2010
- Curadoria da Exposição Anastácio Dietrich Orlikowski – agosto de 2010
- Curadoria da Exposição de fotografia e poema Arte e Vinho Bento Gonçalves 120 anos
- Projeto Grafite é Arte II – Outubro de 2010
- Projeto Muralismo – Arte para toda Parte – outubro de 2010
- Arte no Verão – Cultura Urbana- fevereiro de 2011

Cenografia:
- Deu Certo – cenário - abril de 2010
- 25º Feira do Livro 2010 – maio 2010
- I Mostra de Teatro de Bento Gonçalves – Mandala de Histórias – agosto de 2010
- Interplay Brasil / EUA – cenário - setembro de 2010
- O Alto da Compadecida – cenário – dezembro de 2010